# 宮城県の神社一覧
宮城県の神社一覧（みやぎけんのじんじゃいちらん）は、宮城県の神社で宮城県神社庁が包括する本務社と兼務社を、市町村毎に一覧形式でまとめたものである。
記載基準として、無数にある
- 郷社以下の社
- 特筆性を認められる情報がない
  - 神社所有の重要文化財などがない
  - 神社名や住所以外の情報がない
  - 由緒不詳

…の社を除外したが、ウィキペディア上に記事があるものは残した。
なお、県内の八幡神社については「八幡神」および「Category:八幡宮」も合わせて参照されたい。

## 仙台市

### 青葉区
| 神社名         | 所在地     | 主な祭神                                           | 神社系列          | 神社庁    | 公式サイト       | 備考                           |
| 青葉神社       | 青葉町     | 武振彦命                                           | 青葉神社          | 310010042 | 青葉神社・青龍会 | 県社                           |
| 塩流神社       | 熊ヶ根     | 武甕槌命 経津主命                                  |                   |           |                  | 村社 ·                         |
| 大崎八幡宮     | 八幡       | 応神天皇 仲哀天皇 神功皇后                         | 八幡宮            | 310010033 | 国宝 大崎八幡宮  | 村社 社殿は国宝                |
| 小倉神社       | 大倉       | 天照皇大神 大己貴神 少名彦神                       |                   | 310020337 |                  | 平貞能関連                     |
| 亀岡八幡宮     | 川内亀岡   | 応神天皇 神功皇后 玉依姫命                         | 八幡宮            |           | 亀岡八幡宮       |                                |
| 櫻岡大神宮     | 桜ヶ岡公園 | 天照皇大神 豊受大神                                | 神明神社          | 310010002 | 櫻岡大神宮       | 県社                           |
| 諏訪神社       | 上愛子     | 建御名方命                                         | 諏訪神社          | 310020335 |                  | 本殿・棟札12枚が県の有形文化財 |
| 仙台大神宮     | 片平       | 天之御中主神 伊弉諾尊 伊弉冉尊 天照皇大神 豊受大神 | 熊野神社 神明神社 | 310010001 |                  |                                |
| 仙台東照宮     | 東照宮     | 東照大権現                                         |                   |           | 仙台東照宮       | 県社 毎月下旬骨董市開催        |
| 宮城縣護國神社 | 川内       | 明治維新以降の戦没者5万6千余柱                     | 護国神社          | 310010043 | 宮城縣護國神社   | 内務大臣指定護国神社 別表神社  |
| 表 話 編 歴    |            |                                                    |                   |           |                  |                                |

### 宮城野区
| 神社名      | 所在地 | 主な祭神                                  | 神社系列 | 神社庁    | 公式サイト | 備考 |
| 青麻神社    | 岩切   | 天照大御神 月読神 天之御中主神 常陸坊海尊 | 青麻神社 | 310010013 | 青麻神社   | 郷社 |
| 姥神社      | 宮千代 | 伊豆佐売神                                |          | 310010065 |            |      |
| 榴岡天満宮  | 榴ヶ岡 | 菅原道真                                  | 天満宮   |           |            |      |
| 表 話 編 歴 |        |                                           |          |           |            |      |

### 太白区
| 神社名       | 所在地 | 主な祭神                              | 神社系列 | 神社庁    | 公式サイト   | 備考                                     |
| 愛宕神社     | 向山   | 軻遇土神                              | 愛宕神社 | 310010062 |              | 村社                                     |
| 諏訪神社     | 郡山   | 建御名方神 天照皇大神ほか6柱          | 諏訪神社 | 310010003 | 仙台諏訪神社 | 幣帛供進社                               |
| 多賀神社     | 富沢   | 伊弉諾尊                              | 多賀神社 | 310010026 | 多賀神社     | 村社 幣帛供進社 式内社                   |
| 舞台八幡神社 | 長町   | 足仲彦尊 気長足姫尊 誉田別尊 武内宿禰 | 八幡宮   |           | 舞台八幡神社 | 舞台八幡神社・蛸薬師の縁日と神楽         |
| 坪沼八幡神社 | 坪沼   | 仲哀天皇 神功皇后 応神天皇 武内宿禰   | 八幡宮   | 310010295 | 坪沼八幡神社 | 仙台で八幡神を祀る最も古い神社           |
| 秋保神社     | 秋保町 | 建御名方命 豊受皇大神ほか8柱          | 諏訪神社 | 310010293 | 秋保神社     | 境内シダレザクラの古木が仙台市の保存樹木 |
| 表 話 編 歴  |        |                                       |          |           |              |                                          |

### 若林区
| 神社名      | 所在地 | 主な祭神                   | 神社系列          | 神社庁    | 公式サイト | 備考               |
| 白山神社    | 木ノ下 | 伊弉諾尊 伊弉冉尊 菊理媛尊 | 多賀神社 白山神社 | 310010050 |            | 郷社               |
| 古城神社    | 河原町 | 天照皇大神                 | 神明神社          | 311010020 |            | 広瀬川遠行聖人人柱 |
| 表 話 編 歴 |        |                            |                   |           |            |                    |

### 泉区
| 神社名                                    | 所在地    | 主な祭神                       | 神社系列 | 神社庁              | 公式サイト                                   | 備考 |
| 熊野神社                                  | 実沢 松森 | 神祖熊野大神櫛御気野命         | 熊野神社 | 310020344 310020347 | 宮城県仙台市鎮座 賀茂・熊野 神社ホームページ | 村社 |
| 賀茂神社 下賀茂神社 上賀茂神社 八咫烏神社 | 古内      | 鴨建角身命 多々須玉依姫 別雷命 | 加茂神社 | 310020351           |                                              | 本殿2棟が県指定有形文化財（昭和39年9月4日指定） イロハモミジ・多羅葉の木が県指定天然記念物（平成11年7月2日指定） |
| 表 話 編 歴                               |           |                                |          |                     |                                              | |

## 市部

### 塩竈市
| 神社名              | 所在地 | 主な祭神                     | 神社系列 | 神社庁     | 公式サイト                                     | 備考                                   |
| 志波彦神社 鹽竈神社 | 一森山 | 鹽土老翁神 武甕槌神 経津主神 | 鹽竈神社 | 310010086B | 志波彦神社 鹽竈神社                            | 国幣中社 別表神社 式内社（志波彦神社） |
| 御釜神社 牛石藤鞭社 | 本町   | 鹽土老翁神                   | 鹽竈神社 |            | 志波彦神社 塩竈神社 - 塩竈神社例祭・藻塩焼神事 | 鹽竈神社14末社（境外末社） 藻塩焼神事  |
| 表 話 編 歴         |        |                              |          |            |                                                |                                        |

### 多賀城市
| 神社名      | 所在地 | 主な祭神                                       | 神社系列 | 神社庁    | 公式サイト | 備考         |
| 浮島神社    | 浮島   | 奥塩老翁神 奥塩老女神                          |          | 310020330 |            | 村社         |
| 陸奥総社宮  | 市川   | 八塩道老翁神 八塩道老女神 陸奥国31郡100社祭神  |          | 310020331 | 陸奥総社宮 | 陸奥国総社   |
| 多賀神社    | 高崎   | 武甕槌命 経津主神ほか3柱                       | 多賀神社 | 310020333 |            | 式内社 村社  |
| 多賀城神社  | 市川   | 後村上天皇 北畠親房 北畠顕家 伊達行朝 結城宗広 |          |           |            | 南朝忠臣祭祀 |
| 表 話 編 歴 |        |                                                |          |           |            |              |

### 名取市
| 神社名       | 所在地 | 主な祭神                                             | 神社系列 | 神社庁    | 公式サイト | 備考                   |
| 館腰神社     | 植松   | 倉稲魂神 大宮姫神 猿田彦神                           | 稲荷神社 | 310010308 |            | 県社                   |
| 湊神社       | 閖上   | 健御賀豆智命 伊波比主命 ほか2柱                      | 春日神社 | 310010292 |            | ゆりあげ水門五大明王神 |
| 熊野神社     | 高舘   | 速玉男尊 伊弉諾尊 事解男尊 菊理媛神                  | 熊野神社 | 310010298 |            | 県社 名取熊野三社      |
| 熊野本宮社   | 高舘   | 熊野櫛御家都御子大神 熊野牟須美大神 熊野速玉之男大神 | 熊野神社 | 310010297 |            | 名取熊野三社           |
| 熊野那智神社 | 高舘   | 羽黒飛龍神 伊弉冉尊                                  | 熊野神社 | 310010296 |            | 名取熊野三社           |
| 表 話 編 歴  |        |                                                      |          |           |            |                        |

### 岩沼市
| 神社名                            | 所在地 | 主な祭神                 | 神社系列 | 神社庁    | 公式サイト | 備考          |
| 竹駒神社                          | 稲荷町 | 倉稲魂神 保食神 稚産霊神 | 稲荷神社 | 310010288 |            | 県社 別表神社 |
| 金蛇水神社 金蛇弁財天社（境内社） | 三色   | 水速女命 ほか3柱         |          | 310010307 | 金蛇水神社 | 外苑牡丹園    |
| 表 話 編 歴                       |        |                          |          |           |            |               |

### 白石市
| 神社名      | 所在地          | 主な祭神   | 神社系列 | 神社庁              | 公式サイト | 備考                                                                                          |
| 神明社      | 益岡町 福岡長袋 | 天照皇大神 | 神明神社 | 310010144 310010163 |            | 郷社（益岡町） 1899年（明治32年）5月白石大火時社殿末社ほか全焼（益岡町）                      |
| 羽山神社    | 白川犬卒都婆    | 大山祇神   |          | 310010160           |            | 別名羽山権立社 「白川犬卒都婆のゴンダチ」は国の選択無形民俗文化財（2008年（平成16年）2月6日） |
| 表 話 編 歴 |                 |            |          |                     |            |                                                                                               |

### 角田市
| 神社名       | 所在地 | 主な祭神                             | 神社系列 | 神社庁    | 公式サイト | 備考                            |
| 神明社       | 角田   | 天照皇大神                           | 神明神社 | 310010212 |            | 奥州七社神明宮第三社            |
| 三島神社     | 島田   | 八重事代主神 大山津見神 木花開耶姫神 | 三島神社 | 310010233 |            | 天明の大飢饉時、氏子滅亡        |
| 住吉神社     | 枝野   | 住吉三神                             | 住吉神社 | 310010234 |            | 幣帛供進社 境内は郡山遺跡の一部 |
| 熱日高彦神社 | 島田   | 天津日髙彦火廼邇邇杵命 日本武尊      |          | 310010232 |            | 式内社 郷社 伊具郡総社          |
| 表 話 編 歴  |        |                                      |          |           |            |                                 |

### 石巻市
| 神社名             | 所在地      | 主な祭神                              | 神社系列   | 神社庁              | 公式サイト | 備考                                 |
| 青葉神社           | 門脇        | 武振彦命                              | 青葉神社   |                     |            | 境内に仙台藩士牡鹿原開墾記念碑有り。 |
| 伊去波夜和気命神社 | 大宮町 水沼 | 鹽土老翁命 伊去波夜和気命             |            | 310030782 310030822 |            | 式内社                               |
| 石神社             | 雄勝町大浜  | 多岐津比売命                          |            | 310030713           |            | 石峰山石神社 社殿無し                |
| 鹿島御児神社       | 日和が丘    | 武甕槌命 鹿島天足別命                 | 鹿島神社   | 310010077           |            | 式内社                               |
| 香取伊豆乃御子神社 | 折浜        | 香取伊豆御子神                        |            | 310030836           |            | 式内社                               |
| 黄金山神社         | 鮎川浜      | 金山毘古神 金山毘売神                 | 金山神社   | 310030810           | 黄金山神社 | 別表神社 県社                        |
| 曽波神社           | 蛇田        | 志波彦神                              | 志波彦神社 | 310030815           |            | 式内社 村社                          |
| 日高見神社         | 桃生町      | 天照大神 日本武尊 武内宿禰尊 天日別命 |            | 310030767           |            | 式内社                               |
| 拝幣志神社         | 湊          | 高皇産霊尊                            |            | 310010075           |            | 式内社                               |
| 零羊崎神社         | 湊          | 豊玉彦命                              |            | 310010071           |            | 式内社 郷社 県社                     |
| 零羊崎神社         | 真野        | 豊玉姫命 倉稲魂命                     |            | 310030825           |            | 式内社 村社                          |
| 表 話 編 歴        |             |                                       |            |                     |            |                                      |

### 東松島市
| 神社名      | 所在地 | 主な祭神          | 神社系列 | 神社庁    | 公式サイト | 備考                                               |
| 玉造神社    | 大曲   | 玉祖命 宇迦御魂命 |          | 310030704 |            | 玉造川流域祭祀、荒雄川（現江合川）36社明神の一水神 |
| 表 話 編 歴 |        |                   |          |           |            |                                                    |

### 大崎市
| 神社名                                      | 所在地          | 主な祭神            | 神社系列 | 神社庁              | 公式サイト          | 備考                                                                       |
| 荒雄川神社（岩出山） 荒雄川神社（鳴子温泉） | 岩出山 鳴子温泉 | 大物忌神            |          | 310020459 310020467 |                     | 郷社 式内社                                                                |
| 温泉神社 (鳴子温泉)                         | 鳴子温泉        | 大己貴命 少彦名命   | 温泉神社 | 310020456           |                     | 式内社                                                                     |
| 温泉石神社                                  | 川渡温泉        | 大汝貴命 少彦名命   |          | 310020465           |                     | 式内社                                                                     |
| 斗瑩稲荷神社                                | 古川            | 豊受大神            |          | 310010132           | 正一位 斗瑩稲荷神社 | 文治3年（1187年）建立。寛永年間正一位叙勲。                                |
| 宇佐八幡神社                                | 鳴子温泉        | 応神天皇            | 八幡宮   | 310020466           |                     | 文治5年（1189年）9月14日、源頼朝が平泉に攻め入る際、黄金造の大刀を献じた。 |
| 大崎八幡神社                                | 田尻 岩出山     | 應神天皇            | 八幡宮   | 310020479           |                     | 郷社                                                                       |
| 子松神社                                    | 古川            | 武甕槌命            |          | 310010120           |                     | 式内社                                                                     |
| 敷玉早御玉神社                              | 古川            | 豊玉姫命 玉依姫命   |          | 310020450           |                     | 式内社                                                                     |
| 志波姫神社                                  | 古川            | 天鈿女命            |          | 310010124           |                     | 郷社、栗原市志波姫の志波姫神社も郷社説有                                   |
| 表刀神社                                    | 古川            | 伊弉冉命            |          | 310010131           | 正一位 斗瑩稲荷神社 | 延喜式栗原郡7座の1座。                                                     |
| 八坂神社                                    | 古川            | 素戔雄命 櫛稲田姫命 |          | 310010115           |                     | 郷社、日本三大祇園一ノ宮                                                   |
| 表 話 編 歴                                 |                 |                     |          |                     |                     |                                                                            |

### 気仙沼市
| 神社名      | 所在地 | 主な祭神 | 神社系列 | 神社庁    | 公式サイト | 備考                                                 |
| 大島神社    | 亀山   | 倉稲魂神 |          | 310030918 |            | 式内社 村社                                          |
| 早馬神社    | 唐桑町 | 倉稲魂命 |          | 310030901 | 早馬神社   | 建保5年（1217年）梶原景時の兄が創建 梶原しげよの生家 |
| 表 話 編 歴 |        |          |          |           |            |                                                      |

### 登米市
| 神社名         | 所在地 | 主な祭神                                | 神社系列 | 神社庁    | 公式サイト   | 備考 |
| 愛宕神社       | 登米町 | 火産霊神                                |          | 310030652 |              | 社内に樹齢600年の子持杉（天然記念物）                                                                      |
| 網場神社       | 米山町 | 倉稲魂命 木花関耶姫命                   |          | 310030676 |              | 境内地に明神山遺跡・網場貝塚有り。網場貝塚出土の岩版は国の重要文化財（昭和36年指定、石巻文化センター保管） |
| 遠流志別石神社 | 石越町 | 倭建命                                  |          | 310030668 |              | 郷社 |
| 津島神社       | 迫町   | 素戔嗚尊 倉稲魂命 猿田彦命 木花咲耶姫命 | 津島神社 | 310030651 | 佐沼津島神社 | 郷社 |
| 秈荷神社       | 東和町 | 倉稲魂命 経津主命 武甕槌命              |          | 310030657 |              | 境内に宝暦5年（1755年）建立の芭蕉句碑有り。                                                                |
| 表 話 編 歴    |        |                                         |          |           |              | |

### 栗原市
| 神社名               | 所在地 | 主な祭神          | 神社系列 | 神社庁    | 公式サイト | 備考 |
| 鹿島神社             | 築館   | 武甕槌神 経津主神 |          | 310020576 |            | 境内から200年 - 600年の古墳時代に作成されたとみられる土器などが出土                                                                                      |
| 駒形神社             | 栗駒   | 大日孁尊          |          | 310020616 |            | 延暦20年（801年）征夷大将軍・坂上田村麻呂の創祀（安永風土記）                                                                                            |
| 駒形根神社           | 栗駒   | 大日孁尊 ほか6柱  |          | 310030646 |            | 式内社 |
| 白幡神社             | 築館   | 神功皇后          | 八幡宮   | 310020561 |            | 天保15年（1844年）9月9日の神幅「白幡大明神」が現存するほか、昭和47年（1972年）の社殿建設当時に古代の祭祀遺跡が出土。                                     |
| 志波姫神社           | 志波姫 | 木花之開耶姫命    |          | 310020569 |            | 延喜式神名帳栗原郡七座の1つ 村社 |
| 屯岡八幡宮           | 栗駒   | 誉田別尊          | 八幡宮   | 310020622 |            | 社宝に足利時代前期の甲冑、藤原秀衡家臣寄贈とされる鰐口など現存。                                                                                         |
| 平野神社             | 若柳   | 大鷦鷯天皇        |          | 310020521 |            | 境内石燈籠が町文化財 1623年（元和9年）開院とされる羽黒派明学院「平野山・若柳寺」併設。                                                                   |
| 三峰神社             | 若柳   | 伊弉諾命 伊弉冉命 |          | 311010026 |            | 境内の弥々麻醍醐の池・五輪塔が町文化財 |
| 山神社（櫻田山神社） | 栗駒   | 武烈天皇          |          | 310020621 |            | 境内に樹齢2,000年の親子桜 社殿が栗原市有形文化財（平成17年4月指定） 例祭「桜田ばやし」が栗駒町無形文化財 狩野英孝の実家。詳細は狩野英孝#神職としてを参照 |
| 雄鋭神社             | 栗駒   | 速須佐之男命      |          | 310020618 |            | 栗原郡延喜式内社七座 |
| 和我神社             | 築館   | 武烈天皇          |          |           | 310020562  | 栗原郡延喜式内社七座 |
| 表 話 編 歴          |        |                   |          |           |            | |

### 富谷市
| 神社名      | 所在地 | 主な祭神                         | 神社系列 | 神社庁    | 公式サイト | 備考                          |
| 行神社      | 志戸田 | 猿田彦命                         |          | 310020371 |            | 式内社 陸奥国黒川郡四座の一つ |
| 熊野神社    | 富谷   | 熊野夫須美命、伊弉諾命、伊弉冊命 |          | 310020372 |            |                               |
| 表 話 編 歴 |        |                                  |          |           |            |                               |

## 宮城郡

### 松島町
| 神社名      | 所在地 | 主な祭神 | 神社系列 | 神社庁    | 公式サイト | 備考               |
| 愛宕神社    | 手樽   | 将軍地蔵 |          | 310020324 |            | 松島七社のひとつ。 |
| 表 話 編 歴 |        |          |          |           |            |                    |

### 七ヶ浜町
| 神社名      | 所在地 | 主な祭神 | 神社系列 | 神社庁    | 公式サイト | 備考           |
| 鼻節神社    | 花淵浜 | 猿田彦命 |          | 310020358 |            | 式内社名神大社 |
| 表 話 編 歴 |        |          |          |           |            |                |

### 利府町
| 神社名                            | 所在地     | 主な祭神     | 神社系列 | 神社庁 | 公式サイト | 備考         |
| 伊豆佐比売神社 （伊豆佐比賣神社） | 菅谷飯土井 | 伊豆佐比売神 |          |        | 310020352  | 式内社小社 · |
| 表 話 編 歴                       |            |              |          |        |            |              |

## 黒川郡

### 大和町
| 神社名       | 所在地 | 主な祭神               | 神社系列 | 神社庁    | 公式サイト | 備考 |
| 黒川神社     | 鶴巣   | 少彦名命               |          | 310020378 |            | 境内鞘堂に1432年（永享4年）再興の仁王像2体と十二神将安置                                                                       |
| 八幡神社     | 吉岡   | 応神天皇               | 八幡宮   | 310020365 |            | 旧本殿他が旧宮城県有形文化財（1953年（昭和28年）指定、1987年落雷により焼失）                                                   |
| 姫宮神社     | 落合   | 宇迦之御魂神           |          | 310020384 |            | 1985年（昭和60年）3月10日（旧暦）鎮座500年式年大祭を開催 1987年（昭和62年）7月1日より3年間、神社本庁神社振興対策指定神社に指定 |
| 石神山精神社 | 吉田   | 大山祇神 ほか7柱       |          | 310020374 |            | 式内社 陸奥国黒川郡四座の一つ                                                                                                  |
| 船形山神社   | 吉田   | 保食神 十二神将 大黒天 |          |           |            | 例祭「梵天ばやい」が宮城県指定無形民俗文化財                                                                                   |
| 表 話 編 歴  |        |                        |          |           |            | |

### 大郷町
全て村社以下につき割愛。

### 大衡村
| 神社名       | 所在地     | 主な祭神 | 神社系列 | 神社庁    | 公式サイト   | 備考 |
| 大衡八幡神社 | 大衡村大衡 | 応神天皇(誉田別尊) 他9柱 天照大御神 天之御中主神 伊邪那岐命 伊邪那美命 素盞鳴尊 猿田彦神 宇迦之御魂神 武甕槌大神 熊野久須毘命 | 八幡宮   |           | 大衡八幡神社 | 1889年（明治22年）大衡村・大瓜村・駒場村・大森村・奥田村併合後の村社 神饌幣帛料供進社 塩浪館（大衡城）の祭神 |
| 大瓜八幡神社 | 大衡村大瓜 | 応神天皇 | 八幡宮   |           |              | 大衡村下大瓜地区鎮守社                                                                                       |
| 貴船神社     | 大衡村大瓜 | 闇龗神 | 貴船神社 | 310020396 |              | 大衡村文化財                                                                                                 |
| 須岐神社     | 大衡村駒場 | 素戔嗚尊 |          | 310020397 |              | 式内社 郷社                                                                                                  |
| 表 話 編 歴  |            | |          |           |              | |

## 亘理郡

### 亘理町
| 神社名           | 所在地 | 主な祭神                       | 神社系列 | 神社庁    | 公式サイト | 備考                                                                  |
| 亘理神社         | 字旧舘 | 武早智雄命                     |          | 310010260 |            | 村社 境内に戊辰戦争・日露戦争・太平洋戦争での亘理町出身者戦没碑有り。 |
| 尊久老稲荷神社   | 長瀞   | 宇迦之御魂神 埴山姫神 大山祇神 |          | 310010274 |            | 村社                                                                  |
| 鹿島天足和気神社 | 逢隈   | 武甕槌神 稜威雄走神 猿田彦命   |          | 310010278 |            | 郷社 式内社                                                           |
| 鹿島緒名太神社   | 逢隈   | 武甕槌神                       |          | 310010279 |            | 村社 式内社                                                           |
| 安福河伯神社     | 逢隈   | 速秋津比売神                   |          | 310010280 |            | 郷社 式内社                                                           |
| 表 話 編 歴      |        |                                |          |           |            |                                                                       |

### 山元町
すべて村社につき割愛。

## 刈田郡
| 神社名                    | 所在地           | 主な祭神                         | 神社系列 | 神社庁    | 公式サイト | 備考 |
| 刈田嶺神社 （白鳥大明神） | 蔵王町宮         | 日本武尊                         |          |           |            | 式内社 県社 蔵王連峰・刈田岳を神体とする神社を端緒とすることから1868年（明治元年）に現名称に改称                                                             |
| 刈田嶺神社 （奥宮）       | 刈田岳山頂       | 天之水分神 国之水分神            | 蔵王権現 |           |            | 蔵王連峰・刈田岳を修行の場とする修験道寺院に由来することから1875年（明治8年）に現名称に改称。 冬季は山麓の遠刈田温泉にある刈田嶺神社（里宮）に季節遷座する。 |
| 刈田嶺神社 （里宮）       | 蔵王町遠刈田温泉 | 天之水分神 国之水分神            | 蔵王権現 |           |            | 蔵王連峰・刈田岳を修行の場とする修験道寺院に由来することから1875年（明治8年）に現名称に改称。 夏季は刈田岳山頂の刈田嶺神社（奥宮）に季節遷座する。           |
| 白山神社                  | 蔵王町円田       | 白山比咩神 伊邪那岐神 伊邪那美神 | 白山神社 | 310010176 |            | 杉並木が蔵王町指定保存樹木 |
| 水神社                    | 蔵王町平沢       | 罔象女命                         |          | 310010172 |            | 境内地内の湧き水が町内200戸および近隣小学校プール、灌漑の用水として利用                                                                                      |
| 表 話 編 歴               |                  |                                  |          |           |            | |

## 柴田郡

### 大河原町
| 神社名      | 所在地 | 主な祭神          | 神社系列 | 神社庁    | 公式サイト | 備考                              |
| 大高山神社  | 金ヶ瀬 | 日本武尊 橘豊日尊 | 鷲神社   | 310010200 | 大高山神社 | 式内社 国の重要文化財の鰐口を所蔵 |
| 表 話 編 歴 |        |                   |          |           |            |                                   |

### 村田町
| 神社名      | 所在地   | 主な祭神 | 神社系列 | 神社庁    | 公式サイト | 備考 |
| 白鳥神社    | 大字村田 | 日本武尊 |          | 310010178 |            | 郷社 |
| 表 話 編 歴 |          |          |          |           |            |      |

### 柴田町
| 神社名      | 所在地     | 主な祭神       | 神社系列 | 神社庁    | 公式サイト | 備考 |
| 八雲神社    | 大字入間田 | 武速須佐廼男命 |          | 310010185 |            | 郷社 |
| 表 話 編 歴 |            |                |          |           |            |      |

### 川崎町
| 神社名      | 所在地            | 主な祭神               | 神社系列 | 神社庁    | 公式サイト | 備考                                               |
| 熊野神社    | 大字支倉          | 熊野加武呂岐櫛御気野命 | 熊野神社 | 310010205 |            |                                                    |
| 天神社      | 大字川内 大字小野 | 菅原道真               |          | 310010195 |            | 1973年（昭和48年）5月1日、葉たばこ神社より分霊合祀 |
| 表 話 編 歴 |                   |                        |          |           |            |                                                    |

## 伊具郡

### 丸森町
| 神社名      | 所在地 | 主な祭神                       | 神社系列 | 神社庁    | 公式サイト | 備考                                                |
| 諏訪神社    | 大内   | 建御名方神                     | 諏訪神社 | 310010224 |            | 本殿が町有形文化財（1986年（昭和61年）6月15日指定） |
| 鹿島神社    | 小斎   | 武甕槌神                       |          | 310010231 |            | 鎌倉時代から続く流鏑馬行事有り                      |
| 鳥屋嶺神社  | 除北   | 鵜茅草葺不合命 保食神 猿田彦神 |          | 310010215 |            | 式内社小社                                          |
| 表 話 編 歴 |        |                                |          |           |            |                                                     |

## 牡鹿郡

### 女川町
| 神社名      | 所在地 | 主な祭神   | 神社系列 | 神社庁    | 公式サイト | 備考           |
| 八雲神社    | 浦宿浜 | 須佐之男命 |          | 310030803 |            | 例祭に子供神輿 |
| 表 話 編 歴 |        |            |          |           |            |                |

## 加美郡

### 色麻町
| 神社名      | 所在地 | 主な祭神                   | 神社系列              | 神社庁    | 公式サイト | 備考                                       |
| 伊達神社    | 四釜   | 五十孟神 経津主神 武甕槌神 | 香取神宮 射楯兵主神社 | 310020407 |            | 神事「稚児献膳」                           |
| 船形神社    | 小栗山 | 玉依姫命                   |                       | 310020410 |            | 飯豊神祭が例年9月8日 - 10月8日の30日間続く |
| 表 話 編 歴 |        |                            |                       |           |            |                                            |

### 加美町
| 神社名      | 所在地 | 主な祭神           | 神社系列 | 神社庁    | 公式サイト | 備考                             |
| 飯豊神社    | 字麓山 | 保食神             |          | 310020401 |            | 式内社小社                       |
| 鹿島神社    | 赤塚   | 武甕槌神           |          | 310020400 |            | おものめ様伝説                   |
| 田中神社    | 下狼塚 | 倉稲魂神           |          | 310020421 |            | 例祭前夜を仏式、当日を神式で行う |
| 熊野神社    | 宮崎   | 天照皇大神 ほか3柱 |          | 310020414 |            | 古臼を御神体として祀る           |
| 賀美石神社  | 谷地森 | 猿田彦神           |          | 310020417 |            | 式内社国幣小社                   |
| 表 話 編 歴 |        |                    |          |           |            |                                  |

## 遠田郡

### 涌谷町
| 神社名      | 所在地 | 主な祭神                       | 神社系列 | 神社庁    | 公式サイト | 備考        |
| 黄金山神社  | 涌谷   | 金山毘古神 天照皇大神 猿田彦命 |          | 310020472 | 黄金山神社 | 式内社 県社 |
| 涌谷神社    | 涌谷   | 赤心猛雄命                     |          | 310020471 |            | 郷社        |
| 表 話 編 歴 |        |                                |          |           |            |             |

### 美里町
| 神社名      | 所在地 | 主な祭神         | 神社系列 | 神社庁    | 公式サイト | 備考                                                                |
| 天神社      | 青生   | 菅原道真         |          | 310020449 |            | 梅樹の臼伝説                                                        |
| 山神社      | 牛飼   | 木花佐久夜比賣命 |          | 310020482 |            | 天皇即位10周年記念に鳥居建設事業、15周年記念に参道100 m石畳敷設事業 |
| 表 話 編 歴 |        |                  |          |           |            |                                                                     |

## 本吉郡

### 南三陸町
| 神社名         | 所在地 | 主な祭神 | 神社系列 | 神社庁    | 公式サイト | 備考                                                                                    |
| 計仙麻大嶋神社 | 歌津   | 瓊瓊杵命 |          | 310030894 |            | 式内社名神大社 郷社                                                                     |
| 上山八幡宮     | 志津川 | 誉田別尊 | 八幡宮   | 310030857 |            | 1960年（昭和35年）5月24日のチリ地震で津波被害により拝殿・社務所に浸水、境内樹木全て枯死 |
| 荒嶋神社       | 志津川 | 綿津見神 |          | 311010006 |            | 1960年（昭和35年）5月24日のチリ地震で津波被害                                           |
| 表 話 編 歴    |        |          |          |           |            |                                                                                         |